# 지배의 매트릭스
지배의 매트릭스(matrix of domination) 혹은 억압의 매트릭스(matrix of oppression)는 인종, 계층, 젠더 등 상호 연관되어 있지만 모두 다른 분류로 여겨지는 억압의 문제에 대해 설명하는 사회학적인 패러다임이다. 예를 들면 성적 지향, 종교, 나이 등 다른 형태의 분류가 이 가설에 또한 잘 들어맞는다. 패트리샤 힐 콜린스가 그녀의 책 《흑인 페미니즘 사상 : 지식, 의식, 그리고 힘기르기의 정치》(Black Feminist Thought: Knowledge, Consciousness, and the Politics of Empowerment)에서 이 가설을 설명하는 것으로 잘 알려져 있다. 이 용어가 암시하듯 한 사람이 지배를 경험하는 상황은 여러 가지이며, 인종과 같은 하나의 장애가 다른 사회적 특징들과 중첩되는 어려움에 직면한다. 인종, 나이, 성별과 같은 것은 개인에게 극도로 다른 방식으로, 다양한 지리적, 사회·경제적 지위와 같은 상황에서나 또는 생애 전반에 걸쳐서 영향을 미칠 수 있다.

## 같이 보기
- 흑인 여성주의

## 참고 문헌
- Collins, Patricia Hill. (2000) Black Feminist Thought: knowledge, consciousness, and the politics of empowerment. New York, Routledge.
- Byng, Michelle D. (1998) Mediating Discrimination: Resisting Oppression among African-American Muslim Women. Social Problems 45(4), 473–487.